# Jacques Boyceau
Jacques Boyceau, señor de la Barauderie (Saint-Jean-d'Angély, Francia ca. 1560-París  1633) fue un diseñador de jardines francés, superintendente de los jardines reales en tiempos de Luis XIII.

## Obra

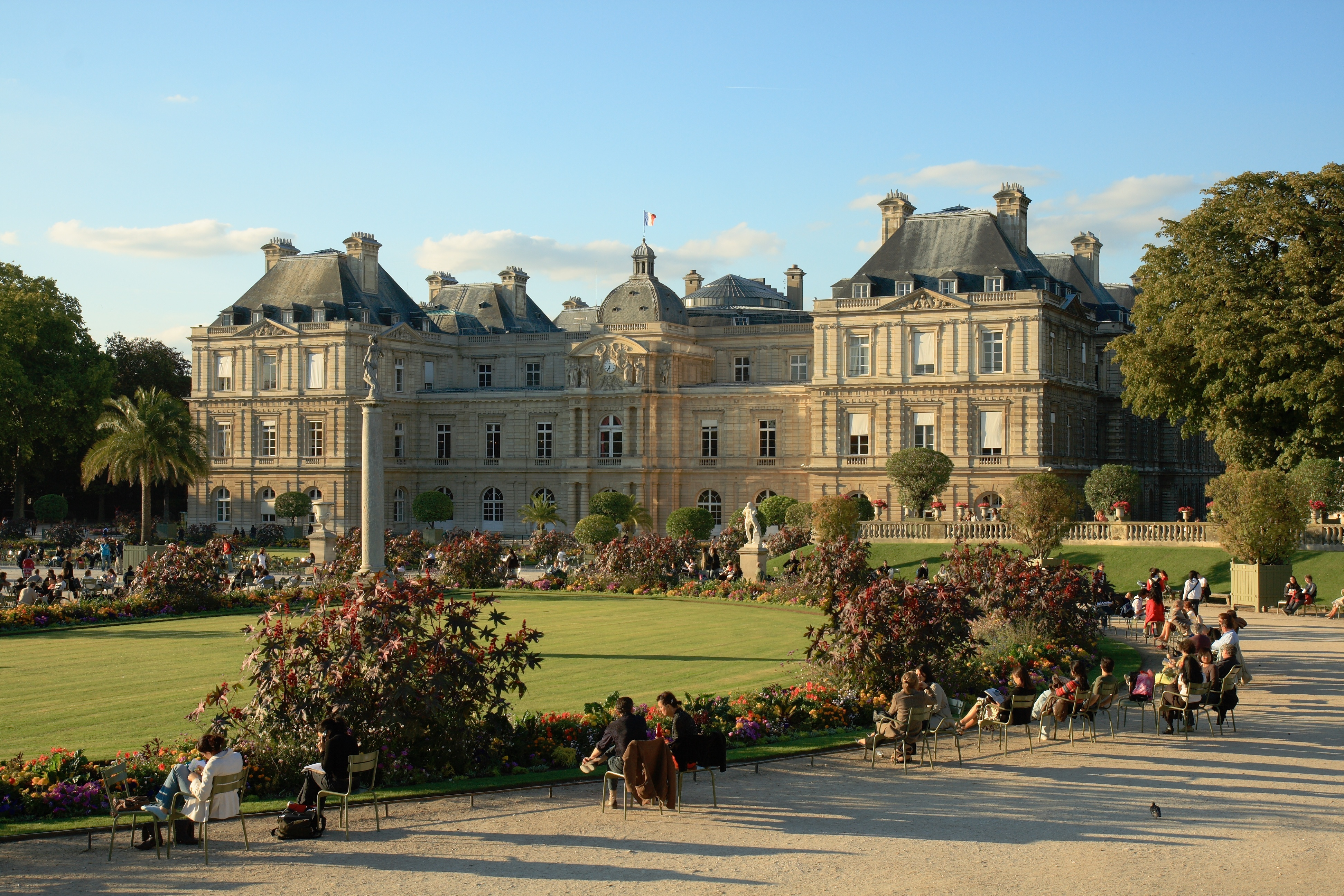
Palacio de Luxembourg

Su principal tratado, publicado póstumamente, fue: Traité du iardinage selon les raisons de la nature et de l'art. Ensemble divers desseins de parterres, pelouzes, bosquets et autres ornements [Tratado de jardinería según las razones de la naturaleza y del arte. Junto diversos diseños de parterres, pelouzes, bosquetes y otros ornamentos], que fue publicado en 1638. Sus grabados de sesenta diseños de Boyceau lo convierten en uno de los hitos en el rastreo de la historia del jardín francés. Su sobrino Jacques de Menours, que produjo el volumen, incluyó un frontispicio grabado con el retrato de Boyceau. 
Algunas de las placas muestran formalmente bosquecillos plantados, pero la mayoría son de diseños para parterres. El texto que acompaña afirma que algunos de estos diseños se han utilizado en las residencias reales: el Palacio del Luxemburgo, donde los dos ejes en ángulo recto del proyecto original de Boyceau han sobrevivido, el Jardín de las Tullerías, el nuevo castillo de Saint-Germain-en-Laye, así como en el castillo de Versalles. 
Boyceau fue nombrado Gentilhomme de la Chambre du roi y ennoblecido como  señor de la Barauderie. 
El libro de Boyceau es la primera obra francesa para el tratamiento de la estética de la jardinería, y no sólo su práctica. Fue diseñado para los promotores o dueños y no para el jardinero, pero tuvo una gran influencia en los diseños de André Le Nôtre, que transformó la manera de Boyceau y de la dinastía  Mollet de jardineros reales -Claude y André-, para crear la idea del jardín barroco francés, ejemplificada en Vaux-le-Vicomte y Versalles. 
Su grabado reproduciendo el diseño centrado en el parterre frente a jardín del Luxemburgo, cuenta con el monograma de María de Médicis, que forma parte de un diseño orientado centralmente con una piscina central con un chorro de agua único en una plataforma hundida, rodeada por cuatro compartimentos enjuta y los compartimentos exteriores trapezoidales, todos llenos de rodelos, que fueron ejecutadas en madera de boj recortado, así como grava de colores colocada en todo el camino de ripio. El diseño, que expresa la variedad dentro de un conjunto unificado, se aprecia mejor desde las ventanas del piano nobile.  Fue muy modificado, poco después de 1693, con el diseño más amplio de Claude Desgotz.

## Jardines diseñados por Jacques Boyceau
- Jardín de Luxemburgo.
- Parterres del Palacio del Louvre.
- Parterres del Palacio de las Tullerías.
- Jardines del nuevo castillo de Saint-Germain-en-Laye.
- Parterres del Palacio de Versalles (con Luis XIII).
- Jardines del castillo de Richelieu.